# Даніель Афріє
Даніель Афріє Барніє (англ. Daniel Afriyie Barnieh, нар. 26 червня 2001) — ганський футболіст, який грає на позиції атакуючого півзахисника або нападника за «Гартс оф Оук».

## Клубна кар'єра

### Рання кар'єра
Афріє народився в регіоні Ашанті в Гані, акан за походженням. Афріє виступав у кількох юнацьких клубах Гани, після чого перейшов до клубу другого дивізіону Гани «Галексі Юнайтед», де виступав з 2016 по 2017 рік.
У січні 2018 року Афріє приєднався до клубу вищого дивізіону Буркіна-Фасо «Рахімо», якому допоміг виграти Прем'єр-лігу в сезоні 2018/19 та кваліфікуватись до Ліги чемпіонів КАФ 2019/20.
Після цього Даніель повернувся до Гани та приєднався до клубу «Тандер Болт», що також виступав у другому дивізіоні Гани, де пограв деякий час, перш ніж перейти у 2019 році до іншої команди цього дивізіону «Мадіна Ріпабліканс». У грудні 2019 року Афріє проходив чотиритижневий перегляд у вищоліговому «Асанте Котоко», але не зміг справити враження, оскільки виступав не на рідній позиції.
Наступного місяця Афріє отримав ще один шанс зіграти за команду Прем'єр-ліги Гани, відправившись на перегляд до клубу «Гартс оф Оук». Цього разу півзахисник зумів себе проявити, і 15 січня 2020 року він підписав трирічну угоду з клубом. Він дебютував за нову команду 19 січня 2020 року в гостьовій грі проти клубу «Ліберті Профешнлз» (2:1).
3 січня 2023 року Африйє офіційно перейшов до швейцарського "Цюріха" за нерозголошену суму, підписавши з клубом контракт до червня 2026 року. 

## Виступи за збірні
У жовтні 2019 року Афріє отримав попередній виклик до збірної Гани U-23 напередодні Кубка африканських націй U-23, але не потрапив до фінального складу.
У серпні 2020 року Афріє був включений до попереднього складу молодіжної збірної Гани U-20 для турніру WAFU Zone B U-20, який також був відбірковим етапом на Кубок африканських націй U-20. Цього разу Даніель потрапив до остаточного складу і був призначений капітаном команди. На турнірі Афріє допоміг команді здобути перемогу, забивши гол у ворота Буркіна-Фасо у фіналі.
Цей результат дозволив команді вийти на Кубок африканських націй U-20 2021 року, де Афріє знову привів Гану до перемоги на турнірі 6 березня у фінальній грі він забив дубль, по одному в кожному таймі, щоб привести Гану до перемоги з рахунком 2:0 і стати молодіжним чемпіоном Африки в 4-й раз в історії країни. Гра збіглася зі святкуванням 64-го Дня незалежності Гани, яке викликало більше хвилювання після перемоги. Зрештою Афріє було визнано найкращим гравцем фінального матчу.
У серпні 2021 року Афріє отримав свій перший виклик до національної команди Гани напередодні відбіркових матчів до чемпіонату світу 2022 року проти Ефіопії та Південної Африки, але не виходив на поле, дебютувавши за «чорних орлів» лише наступного року.
14 листопада 2022 року був обраний Отто Аддо для участі в чемпіонаті світу 2022 року в Катарі.

## Досягнення
Клубні
- Чемпіон Буркіна-Фасо: 2018/19[3]
- Чемпіон Гани : 2020/21[20]
- Володар Кубка Гани: 2021[21] 2022[22]
- Володар Суперкубка Гани: 2021[23]
- Володар Кубка Президента Гани: 2022[24]

Збірна
- Володар Кубка африканських націй U-20: 2021[15]
- Переможець Турніру WAFU зони B U-20: 2020[25]

Індивідуальні
- Найкращий бомбардир Кубка Гани : 2021
- Найкращий гравець Кубка Гани: 2022